# Elizabeth Diaga
Elizabeth Diaga (narozena jako Elyzabeth Diaga, 1969, Montreal, Kanada) je kanadská zpěvačka a herečka z frankofonní části Kanady.

## Život a tvorba
Elyzabeth Diaga zdědila umělecké geny po obou rodičích, matce, operní zpěvačce z Québecu a otci, španělském sochaři. Vyrůstala v uměleckém prostředí a častými cestami s rodiči po světě si osvojovala základy cizích jazyků. Od mládí se věnovala studiu tance, divadla, hudby a zpěvu. Nejvíce jí ale přitahoval zpěv a rozhodla se proto, že bude zpěvačkou. Již v 15 letech začala psát vlastní skladby a založila svoji první skupinu. V 17 letech jí režisér Vic Vogel obsadil do hlavní role svého muzikálu. Tím začala její dráha profesionální zpěvačky a herečky. Její velký pěvecký talent, její všestrannost a schopnost zpívat ve třech jazycích (anglicky, francouzsky, španělsky) jí v dalších letech umožnily se zúčastňovat na velkých a důležitých hudebních projektech. V roce 1996 se tak zúčastnila, jako jedna z umělců, druhé části velkého projektu "nouvel age" kanadského skladatele Philippe Ledouca Les Ailes du Feu/Wings of fire (Ohnivá křídla), který se natáčel v Praze v Rudolfinu se šedesátičlenným symfonickým orchestrem. V témže roce jí vyšlo také první samostatné album ve francouzštině, které jí vyneslo v příštím roce 1997 dvě nominace na ceny; jednu za objev roku (ADISQ '97) a jednu za nejlepší francouzské video (MuchMusic Video Awards).
V r. 1999 po návratu z třítýdenního pobytu v Bosně, Kosovu a Makedonii, kde vystupovala pro vojáky kanadské armády, pro ni mělo platit to, co se často říká ve zlomových životních situacích: "že nic už nebude jako dřív". Vrátila se hluboce poznamenaná zážitky z válkou zničené Jugoslávie, což mělo vliv na utváření charakteru její osobnosti i její tvorby. Vojákům, sloužícím daleko od domova, svých dívek a žen, žijícím v čistě mužském prostředí, věnovala svoji píseň Colocataire (Spolubydlící), ve které se zabývá problémem platonických vztahů na dálku. V srpnu r. 2000 se spojila s Benem Robergem při práci na projektu DIAGA. Pod hlavičkou DIAGAWORLD online vydali pod vlastní vydavatelskou značkou D.W. records zhruba 12 CD různých autorů. V r. 2002 pak vydali svoje první společné CD s jednoduchým názvem DIAGA, na němž představili nepříliš známý hudební styl, který se hraje v Québecu. V příštím roce 2003 vystoupili na Mezinárodním jazzovém festivalu v Montrealu a průběžně pracovali na novém CD (2005).
V r. 2004 přišla nabídka od společnosti Cinar, která natáčela velký cestopisný televizní seriál pro děti Postcards from Buster (Pohlednice od Bustera). Seriál byl částečně animovaný a Elizabeth propůjčila svůj hlas postavě králičí zpěvačky a cestovatelky Mory z fiktivní latin-rockové kapely Los Viajeros (Cestující), ve čtyřech epizodách, natáčených v r. 2004-2005. Spolupracovala jako vokalistka na autorském albu Dans la Jungle des Villes (V džungli měst) známé, původně punkové, nyní rockové skupiny Aut'Chose a také s další kanadskou zpěvačkou zpívající francouzsky Catherine Durand. Zúčastnila se též benifičního představení pro děti z nemocnic Ste-Justine a Montréal Children. V r. 2006 se představila spolu s Bruno Pelletierem v muzikálu Dracula.
Po odchodu zpěvačky Suzie Villeneuve z kapely Rock Story nastoupila na její místo a v r. 2007 s touto skupinou absolvovala svoje první úspěšné turné. Zpěvačkou této kapely je dodnes a spolu se zpěvákem Jeanem Ravelem mají ve svém repertoáru klasický rock 70. a 80. let. Elizabeh Diaga je zpěvačkou různých hudebních žánrů, sama sebe označuje za trip-hop-pop-jazzovou zpěvačku a velkou příznivkyni elektronické hudby. V rámci projektu The Groovy jazz lounge nabízí posluchačům v intimním prostředí nejznámější písně z repertoáru zpěvaček Sade nebo Lady Gaga, stejně jako jazz, R&B, francouzské a španělské písně i disco a poslední hity popové scény, při nichž si mohou návštěvníci také zatančit. Kromě těchto hudebních aktivit se svým hlasem podílí na mnoha televizních i rozhlasových projektech v Québecu.

## Televizní seriály
- Paparazzi, Kanada, (role: populární zpěvačka Mylène Delorme), 1998,
- Postcards from Buster (Pohlednice od Bustera), USA/Kanada, (role: Mora z Los Viajeros - hlas), 2004-2005
  - Good Ol' Tyme: Whitesburg, Kentucky, 2004,
  - Buster's Road Rules: Tucson, Arizona, 2004,
  - Lost and Found: Guanajuato, Mexiko, 2005,
  - Beats by the Bay: San Francisco, Kalifornie, 2005,

## Ocenění
- ADISQ (Association du disque, de l'industrie du spectacle québécois et de la vidéo) - objev roku, 1997,
- MMVA (MuchMusic Video Awards) - nejlepší francouzské video roku, 1997